# Manningham City
Koordinaten: 37° 47′ S, 145° 7′ O

Manningham City ist ein lokales Verwaltungsgebiet (LGA) im australischen Bundesstaat Victoria. Manningham gehört zur Metropole Melbourne, der Hauptstadt Victorias. Das Gebiet ist 114 km² groß und hat etwa 110.000 Einwohner.
Manningham liegt 15 bis 35 km östlich des Stadtzentrums von Melbourne zwischen Yarra River im Norden und Koonung Creek im Süden und enthält zehn Stadtteile: Bulleen, Doncaster, Doncaster East, Park Orchards, Templestowe, Templestowe Lower, Warrandyte, Warrandyte South und Wonga Park. Der Sitz des City Councils befindet sich in Doncaster im Westen der LGA.
Am Anderson’s Creek im heutigen Stadtteil Warrandyte wurde 1851 erstmals in Victoria Gold gefunden, was den Beginn des großen Goldrauschs in der Mitte des 19. Jahrhunderts markierte.
In den 1860er und 1870er Jahren ließen sich in Waldau viele deutsche Auswanderer nieder. Im Ersten Weltkrieg wurden die meisten deutschen Ortsnamen abgeschafft, Waldau heißt heute Doncaster.
Manningham ist ein Übergangsgebiet zwischen städtischen Gebieten im Westen und ländlichem Gebiet mit landwirtschaftlichen Flächen im Osten. Handel, Finanzen und soziale Einrichtungen bestimmen die City.
In Doncaster befindet sich das Westfield Doncaster, ein Einkaufszentrum mit 200 Läden auf 51.000 m². Bis 2008 wurde es auf die doppelte Größe ausgebaut.
In Doncaster East, in der Verlängerung der Chinatown des Stadtzentrums, lebt eine größere chinesischstämmige Gemeinschaft.

## Verwaltung
Der Manningham City Council hat acht Mitglieder, die von den Bewohnern der vier Wards gewählt werden (je zwei Councillor pro Ward). Diese vier Bezirke (Mullum Mullum, Ruffey, Heide und Koonung) sind unabhängig von den Stadtteilen festgelegt. Aus dem Kreis der Councillor rekrutiert sich auch der Mayor (Bürgermeister) des Councils.